# Danh sách công ty Singapore
Đây là danh sách các công ty lớn ở Singapore.Những công ty này đều niêm yết trên thị trường chứng khoán Singapore SGX(Singapore Exchange)
Danh sách này không đầy đủ, bạn cũng có thể giúp mở rộng danh sách.
- Aurigin Technology
- BreadTalk Group Limited
- CapitaLand
- Chartered Semiconductor Manufacturing
- CISCO Security Private Limited
- City Developments
- Cleovision Pte Ltd
- ComfortDelGro Corporation Limited
- CommerceNet Singapore
- CommerceTrust Limited
- Creative Technology
- Dollardex
- DBS Bank
- Flextronics
- Great Eastern Holdings
- Hyflux
- Jetstar Asia Airways
- Jurong Port
- Keppel Corporation
- MediaCorp
- MobileOne
- Neptune Orient Lines
- Origem Solutions Pte Ltd
- Osim
- Oversea-Chinese Banking Corporation
- Pacific Internet
- PI ETA Consulting Company
- PSA International
- Pacific Century Regional Developments Limited
- Pacific Centennial Group (parent of Virtual Office Singapore)
- Readyspace Pte Ltd
- SBS Transit
- SIA Engineering Company
- SMRT Corporation
- SPH MediaWorks
- Silkair
- Singapore Technologies Engineering
- Singapore Telecommunications
- Singapore Airlines
- Singapore Airlines Cargo
- Singapore Airport Terminal Services
- Singapore Press Holdings
- Smart Virtual Office Singapore
- StarHub
- Temasek Holdings
- Tiger Airways
- Tradewinds Tours & Travel
- United Overseas Bank
- Valuair
- Yeo Hiap Seng